# Fónagy János (újságíró)
Fónagy János (Margitta, 1900. október 19. – Câmpina, 1929. március 3.) magyar újságíró.

## Életútja
Részt vett a tanácsköztársaság küzdelmeiben, majd bécsi és prágai emigráció után Aradon, Szatmáron, Temesvárt és Nagyváradon  csatlakozott az illegális munkásmozgalomhoz. 1923-tól a Munkás rendes munkatársa s az Új Harcos c. KISZ-folyóirat szerkesztője. Több cikke jelent meg a Temesvári Hírlapban s az aradi Periszkop hasábjain.
Illegális kommunista kiadványok szerkesztéséért 1926-ban ötévi börtönre ítélték. A doftánai börtönben elszenvedett kínzások következtében halt meg rabkórházban. A tömegtüntetést a temetés során Temesvárt a rendőrség erőszakkal megakadályozta.